# Daniel A. Mica

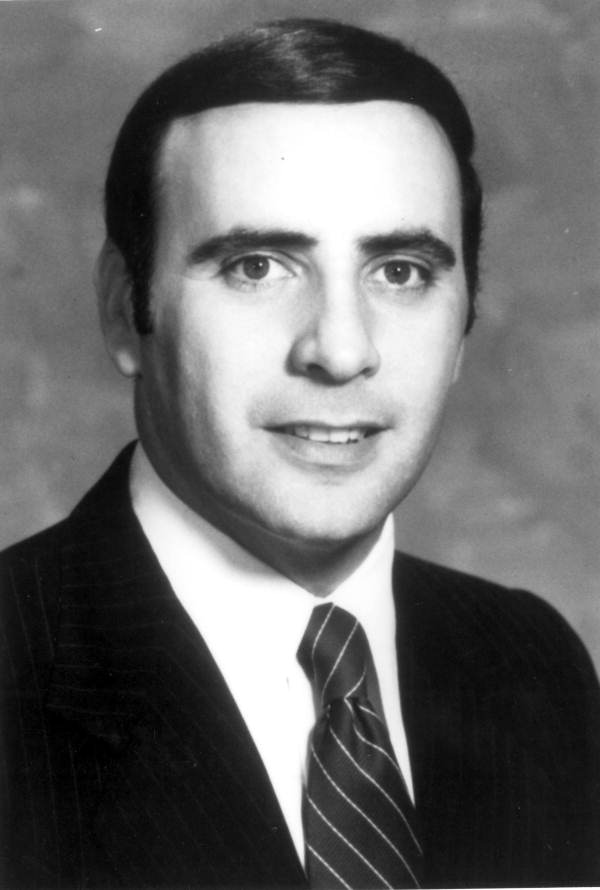
Dan Mica

Daniel Andrew „Dan“ Mica (* 4. Februar 1944 in Binghamton, New York) ist ein US-amerikanischer Politiker. Zwischen 1979 und 1989 vertrat er den Bundesstaat Florida im US-Repräsentantenhaus.

## Werdegang
Daniel Mica ist der jüngere Bruder von John Mica, der seit 1993 den siebten Wahlbezirk von Florida im Kongress vertritt. Der jüngere Mica besuchte bis 1950 die Horace Mann School in seinem Geburtsort Binghamton. Später absolvierte er die Miami Edison High School in Florida. Bis 1961 studierte er an der University of Florida in Gainesville und danach bis 1966 an der Florida Atlantic University in Boca Raton. Zwischen 1966 und 1968 arbeitete er als Lehrer in Florida und Maryland. Von 1968 bis 1978 war er im Stab des Kongressabgeordneten Paul G. Rogers.
Im Unterschied zu seinem Bruder, der den Republikanern angehört, ist Daniel Mica Mitglied der Demokratischen Partei. Bei den Kongresswahlen des Jahres 1978 wurde er im elften Distrikt von Florida in das US-Repräsentantenhaus in Washington, D.C. gewählt, wo er am 3. Januar 1979 die Nachfolge von Paul G. Rogers antrat. Nach vier Wiederwahlen konnte er bis zum 3. Januar 1989 fünf Legislaturperioden im Kongress absolvieren. Seit 1983 vertrat er dort als Nachfolger von Claude Pepper den 14. Bezirk seines Staates. Während seiner Zeit im Kongress war Mica unter anderem Mitglied im Auswärtigen Ausschuss.
Im Jahr 1988 verzichtete Mica auf eine weitere Kandidatur für das US-Repräsentantenhaus. Stattdessen bewarb er sich erfolglos um die Nominierung seiner Partei für die Wahlen zum US-Senat, die stattdessen an Buddy MacKay ging. Nach seinem Ausscheiden aus dem Kongress wurde Mica Mitglied und Vizepräsident des American Council of Life Insurance. Dieses Amt bekleidete er bis 1996. Im Juli 1996 wurde er Vorstandsvorsitzender der Credit Union National Association. Daniel Mica ist verheiratet und hat vier Kinder.